# Ephialtias dorsispilota
Ephialtias dorsispilota là một loài bướm đêm thuộc họ Notodontidae. Nó được tìm thấy ở Panama và Costa Rica to Colombia.
Ấu trùng ăn Lindackeria laurina.